# Renton (zespół muzyczny)
Renton – polski zespół muzyczny założony w 2001 w Warszawie przez ówczesnych studentów Szkoły Głównej Handlowej. Ich muzyka oscyluje w okolicach college rock, post-punk czy indie pop.

## Historia

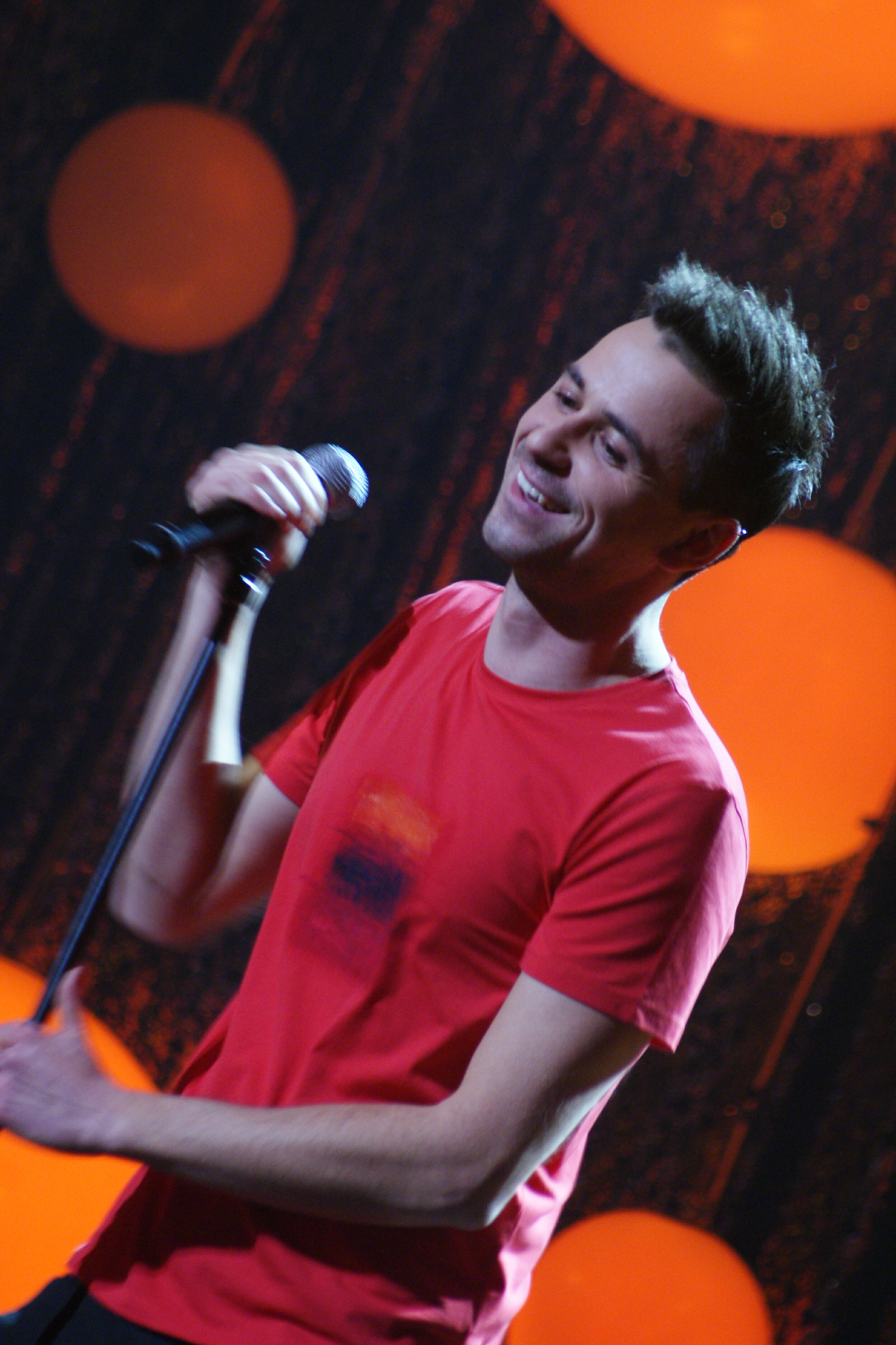
Marek Karwowski w 2011

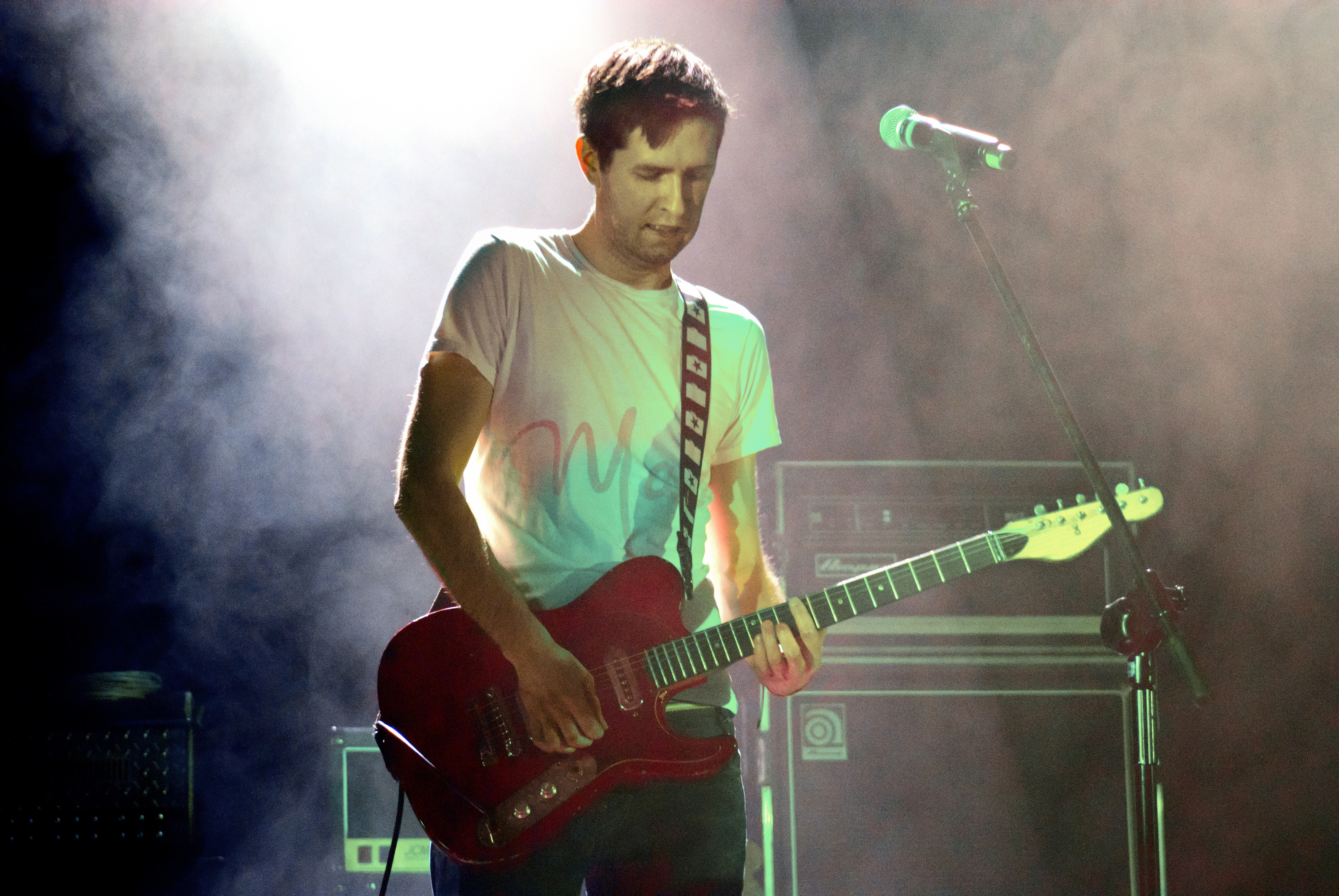
Paweł Szupiluk podczas koncertu w Teatrze Dramatycznym

W 2003 roku z piosenką „Call Me” wystąpili w programie Kuba Wojewódzki.
Rozgłos przyniósł im utwór „Hey Girl” wykorzystany w reklamie jednego z operatorów komórkowych. W 2007 roku utwór ten znalazł się na składance Piotr Stelmach prezentuje – Offensywa.
Renton koncertował m.in. na pierwszym Off Festival w Mysłowicach (jako zwycięzca plebiscytu, na plakatach opisany zresztą jako Konkurs) oraz Open’er Festival w Gdyni.
W maju 2008 roku Renton zadebiutował na rynku płytą studyjną zatytułowaną Take Off. Utwór „Set Aside” utrzymywał się przez 17 tygodni na Liście Przebojów Programu Trzeciego. 14 lutego 2009 roku zespół wystąpił w finale krajowych eliminacji eurowizyjnych Piosenka dla Europy 2009, do których zgłosił się z utworem I’m Not Sure. Muzycy zajęli ostatecznie drugie miejsce po zdobyciu 18 punktów, w tym maksymalnej noty 12 punktów od jurorów oraz 6 punktów od telewidzów.
31 października 2011 roku ukazała się druga płyta zespołu zatytułowana Niech wszystko staje się lepsze. W przeciwieństwie do debiutanckiego nagrania muzyków na płycie tej znajdują się jedynie nagrania w języku polskim.

## Dyskografia

### Albumy studyjne
| Rok  | Tytuł                                                                                 |
| ---- | ------------------------------------------------------------------------------------- |
| 2008 | Take Off - Data: 5 maja 2008 - Wydawca: Polskie Radio                                 |
| 2011 | Niech wszystko staje się lepsze - Data: 31 października 2011 - Wydawca: O Rety! Music |

### Single/Piosenki promocyjne
| 2008                           | "Hey Girl"       | —  |
| 2008                           | "Walk Aside"     | 8  |
| 2009                           | "I'm Not Sure"   | 38 |
| 2009                           | "Lubię w Klubie" | —  |
| "—" pozycja nie była notowana. |                  |    |